# Christiane Rösinger

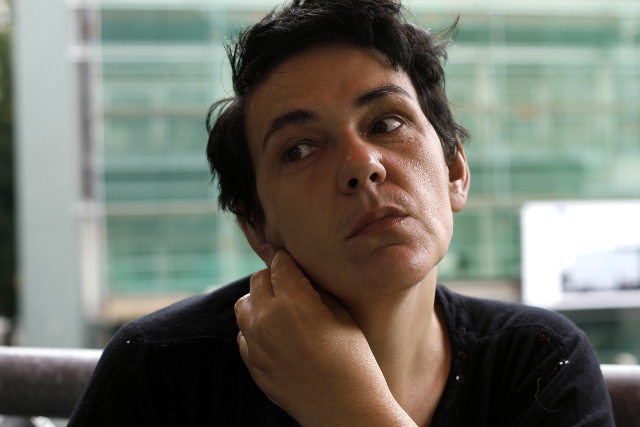
Christiane Rösinger (2010)

Christiane Rösinger (* 6. Januar 1961 in Rastatt) ist eine deutsche Musikerin, Autorin und Journalistin.

## Leben und Werk
Christiane Rösinger wuchs in Hügelsheim bei Rastatt auf und zog 1985 nach West-Berlin, wo sie Allgemeine und Vergleichende Literaturwissenschaft studierte und als Hilfskraft am Peter-Szondi-Institut arbeitete. Dort bewegte sie sich Mitte der 1980er Jahre im Umfeld des „Fischbüros“. 1988 gründete sie zusammen mit Almut Klotz und Funny van Dannen die Band Lassie Singers, die sich 1998 auflöste. 1998 gründete sie ebenfalls mit Almut Klotz das Label Flittchen Records. Seit 1998 ist Christiane Rösinger der Kopf der Band Britta, die sie zusammen mit Britta Neander und Julie Miess gründete. Daneben schreibt sie für verschiedene Zeitungen (u. a. taz, Tagesspiegel, Berliner Zeitung, „Berliner Seiten“ der Frankfurter Allgemeinen Zeitung) vor allem über Themen, die mit Popmusik und Popkultur in Verbindung stehen.
Im März 2008 erschien ihr erstes Buch, Das schöne Leben, in dem sie in kurzen autobiografischen Texten vom Leben auf dem Dorf und vom Leben in der Stadt erzählt. Seit August 2008 schreibt sie eine wöchentliche Kolumne für den österreichischen Radiosender fm4. Im Oktober 2010 veröffentlichte Rösinger ihr erstes Soloalbum Songs Of L. And Hate, auf dem Andreas Spechtl von Ja, Panik für die Arrangements verantwortlich zeichnet. Diesem folgte 2017 Lieder ohne Leiden, auf dem sie abermals mit Spechtl zusammenarbeitet (Instrumentierung und Gesang). Ihre Tochter singt dabei im Background. Thematisch dreht sich das Album um das Altern, was der Song Joy Of Ageing bündelt. Dort reihen sich zudem collagenartig Zitate von Bertolt Brecht, The Smiths oder der Münchener Band Schwermut Forest.
In den 1990er Jahren betrieb Rösinger die wöchentliche Veranstaltungsreihe Flittchenbar in der Maria am Ostbahnhof. Seit Dezember 2010 veranstaltet sie diese musikalische Themen-Gala monatlich im Kreuzberger Südblock. 2016 steuerte sie Musik zum sogenannten „Fussical“ (ein Musical über Fußball) Der Spielmacher im Hebbel am Ufer bei. Für das Stück Feminista Baby – Premiere 2017 im Deutschen Theater – schrieb sie die Musik und spielte auch mit. Im Herbst 2019 hatte ihr erstes Musical Stadt unter Einfluss Premiere im Hebbel am Ufer. Für das wohnungspolitische Musical schrieb sie den Text und die Songs, führte Regie und spielte selbst mit.
Über einen gemeinsamen Aufenthalt in den USA schrieb die österreichischen Schriftstellerin Stefanie Sargnagel 2023 das autofiktionale Buch Iowa, zu dem Rösinger „korrigierende Fußnoten“ verfasste.

## Auszeichnungen
- 2011 war sie mit ihrem Album „Songs of L. and Hate“ für den Echo-Kritikerpreis nominiert.[10]
- 2020 wurde sie mit dem Rio-Reiser-Sonderstipendium des Musicboard Berlin ausgezeichnet.[11]
- 2025 wurde sie mit dem Göttinger Elch ausgezeichnet.[12]

## Diskografie
- Lassie Singers: Die Lassie Singers helfen Dir. 1991, Sony Music/Columbia.
- Lassie Singers: Sei À Go Go. 1992, Sony BMG.
- Lassie Singers: Stadt, Land, Verbrechen. 1995, Sony BMG.
- Lassie Singers: Hotel Hotel. 1996, Sony BMG.
- Lassie Singers: Rest Of. 1998, Flittchen Records.
- Lassie Singers: Best Of. 1998, Flittchen Records.
- Britta: Irgendwas ist immer. 1999, Flittchen Records.
- Britta: Kollektion Gold. 2001, Flittchen Records.
- Britta: Lichtjahre voraus. 2003, Flittchen Records.
- Britta: Das schöne Leben. 2006, Flittchen Records.
- Britta: Best of Britta. 2018 Staatsakt
- Christiane Rösinger: Songs of L. and Hate. 2010, Staatsakt.
- Christiane Rösinger: Lieder ohne Leiden. 2017, Staatsakt.

## Bibliografie
- Das schöne Leben. Fischer, Frankfurt am Main 2008, ISBN 978-3-596-17595-6.
- Liebe wird oft überbewertet. Ein Sachbuch. Fischer, Frankfurt am Main 2012, ISBN 978-3-10-092946-4.
- Berlin – Baku. Meine Reise zum Eurovision Song Contest, Fischer, Frankfurt am Main 2013, ISBN 978-3-10-092945-7.
- Zukunft machen wir später. Meine Deutschstunden mit Geflüchteten, Fischer, Frankfurt am Main 2017, ISBN 978-3-596-29804-4.
- Was jetzt kommt. Ausgewählte Songtexte, Ventil Verlag, Mainz 2022, ISBN 978-3-95575-183-8.

## Theater
- 2016: Der Spielmacher – Ein Fussical. Hebbel am Ufer (Berlin)
- 2017: Feminista Baby! Deutsches Theater (Berlin)
- 2019: Stadt unter Einfluss – Ein wohnungspolitisches Musical. Hebbel am Ufer (Berlin).
- 2020/21: Legends of Entertainment. Tour mit Stefanie Sargnagel und Denice Bourbon,[13] u. a. an der Volksbühne Berlin[14]
- 2021: Planet Egalia – Ein feministisches Singspiel. Hebbel am Ufer (Berlin).[15]
- 2023: Die große Klassenrevue. Hebbel am Ufer (Berlin).[16]

## Hörspiel
- 2023: Planet Egalia – Ein feministisches Musical. (WDR)[17]

## TV
- 2021: Tatort: Das ist unser Haus (als Darstellerin der Ulrike)[18]